# Arachnion iulii
Arachnion iulii är en svampart som beskrevs av Quadr. 1996. Arachnion iulii ingår i släktet Arachnion och familjen Agaricaceae.   Inga underarter finns listade i Catalogue of Life.